# 전통쇄납제작 및 연주기능 조병주
전통쇄납제작 및 연주기능 조병주는 대한민국 경기도 파주시 탄현면에 있다. 2002년 7월 29일 파주시의 향토문화유산(무형) 제1호로 지정되었다.

## 개요
쇄납은 태평소 또는 날나리라고도 불리는 악기로 우리나라 전통 농악 연주에서 빠질 수 없는 악기이다. 전통 쇄납 제작 및 연주 기능보유자인 조병주 옹은 60여년 평생을 쇄납과 함께 해온 쇄납의 달인이다. 특히 쇄납을 직접 제작하고 또 연주 기능까지 보유하고 있다. 조병주옹은 어려서부터 부친의 대를 이어 쇄납을 불고 또 직접 쇄납을 만들어 왔다. 젊은 시절에쇄납을 불다가 오촌 당숙과 칠촌 당숙에게 들키기라도 하면 “이것을 해서는 못 살아 간다.”고 하며 매번 눈앞에서 쇄납을 깨뜨려 버렸다고 한다. 그럴 때마다 그는 그 뜻을 굽히지 않고 다시 만들어 불곤했는데 이것이 오늘날 쇄납의 달인으로 인정받게 되는 계기가 되었다. 조병주 옹은 쇄납 연주에 대한 재능을 인정받아 각종 민속예술 경연대회에서 수상을 하였으며 최근에는 '경기도 으뜸이'에 선정되는 영예를 안기도 하였다.